# Achi (Nigéria)
Achi é uma pequena vila localizada no estado de Enugu, na Nigéria.
No entanto, é a maior cidade do Rio Oji, área de governo local de Enugu. A vila de Achi é composta por 12 aldeias - "isii na ulo, isii na agu", como dizem os nativos. Essa frase significa, literalmente, que há 6 aldeias na zona norte da cidade e 6 aldeias no trecho sul, (se você imaginariamente dividir a cidade em duas partes).
A vila de Achi é cercada por algumas outras cidades, a saber Isuochi (no estado de Abia), Inyi (também faz parte da Oji River, LGA do estado de Enugu), Obeagu (Awgu LGA do Estado de Enugu) e algumas partes da LGA Udi do estado de Enugu.
Existem várias escolas primárias em Achi, com todas 12 aldeias tendo pelo menos uma escola primária. As mais antigas instituições de ensino em Achi, inclui o "Achi Corpus Christi College" (fundado em 1960), e "Girls Secondary School" (fundada em 1962).